# イーグル最小必須培地
イーグル最小必須培地（イーグルさいしょうひっすばいち、英: Eagle's minimal essential medium:EMEM）とは、Eagle（1959年）による細胞培養培地であり、組織培養において細胞の維持に用いられる。
EMEMには以下の成分が含まれる。
- アミノ酸（L-アルギニン、L-シスチン、L-グルタミン、L-ヒスチジン、L-イソロイシン、L-ロイシン、L-リシン、L-フェニルアラニン、L-トレオニン、L-トリプトファン、L-チロシン、L-バリン）
- 塩（塩化カルシウム、塩化カリウム、硫酸マグネシウム、塩化ナトリウム、リン酸二水素ナトリウム）
- D-グルコース
- ビタミン（葉酸、ニコチンアミド、リボフラビン、B12、コリン、イノシトール、パントテン酸、ピリドキサールリン酸、チアミン）

EMEMの変法としてDMEM（ダルベッコ・フォークト変法イーグル最小必須培地）があり、これにはEMEMの約4倍のビタミンとアミノ酸、2-4倍のグルコースが含まれる。さらに、鉄を含む。DMEMはヒト、サル、ハムスター、ラット、マウス、ニワトリの細胞を含むほとんどの種類の細胞に対応している。全内容はここで調べることができる。